# Al-Aqsa TV
Al-Aqsa TV (in lingua araba شبكـة الأقصـى) è stata la stazione televisiva ufficiale di Hamas. La programmazione comprendeva notiziari, talk-show, spettacoli per bambini (come Tomorrow's Pioneers, che promuovevano violenza e l'antisemitismo) e spettacoli ispirati all'islam. Essa è stata sotto il controllo del deputato al Consiglio legislativo palestinese Fathi Ahmad Hammad.
Ha iniziato a trasmettere nella striscia di Gaza il 9 gennaio 2006 dopo la vittoria di Hamas alle elezioni legislative palestinesi. Il 22 gennaio 2006 il procuratore generale della Palestina, Ahmed Maghni, decise di chiudere la stazione per mancanza delle necessarie licenze, ma la decisione non venne applicata.
Il 29 dicembre 2008, durante l'Operazione Piombo fuso, l'aviazione israeliana bombardò ripetutamente il quartier generale della televisione al-Aqsa a Gaza. L'edificio venne completamente distrutto, ma la stazione continuò a trasmettere utilizzando un'unità mobile.

## Critiche
Secondo l'organizzazione ebraico-americana Anti-Defamation League, la Al-Aqsa TV promuoveva attività terroristica istillando odio verso gli ebrei e gli israeliani e molti dei suoi programmi che incitavano alla violenza erano indirizzati ai bambini.
Sul programma Tomorrow's Pioneers della Al-Aqsa a seguito delle proteste di gruppi di osservazione israeliani, il ministro dell'Informazione palestinese, Mustafa Barghouti, disse di aver ordinato ad Al Aqsa TV di bloccare le trasmissioni per consentire una revisione delle stesse. Nonostante l'ordine di Barghouti, Tomorrow's Pioneers continuò ad essere trasmesso. In episodi successivi il co-protagonista, un personaggio simile a Topolino, chiamato Farfour, è stato ucciso, durante un interrogatorio, da un israeliano, e la stessa sorte toccò ad un'ape di nome Naoul e ad un coniglio di nome Assoud. Assoud venne martirizzato e sostituito dall'orso Nassur.
Nel maggio 2008, Bassem Naeem, ministro della salute del governo di Hamas a Gaza, respinse le accuse di antisemitismo nei contenuti delle trasmissioni di Al-Aqsa TV. In una lettera al The Guardian, Naeem sostenne che Al-Aqsa è una TV indipendente che non esprime il punto di vista del governo o del movimento di Hamas. In risposta al redattore del Guardian Alan Johnson scrisse che Al-Aqsa TV non poteva essere una televisione indipendente da Hamas, in quanto guidata da Fathi Ahmad Hammad, amministratore delegato di una società facente capo ad Hamas e che produce programmi per la radio di Hamas e per il bi-settimanale dello stesso movimento, e perché dal 2007, Hamas ha bloccato le trasmissioni dell'Autorità Nazionale Palestinese a Gaza e questo vuol dire che non vi è una televisione indipendente a Gaza.